# 森下ひさえ
森下 ひさえ（もりした ひさえ、1978年2月8日 - ）は、日本の女優。劇団PEOPLEPURPLEに所属。元アミューズ所属。兵庫県川西市出身。
川西北陵高等学校、関西大学卒業。

## 人物
趣味は映画鑑賞、将棋。
特技はバドミントン、バトントワリング、書道。
証券外務員1種の資格を持っている。

## 出演

### テレビドラマ

#### NHK
- 花園オールドボーイ（2014年）
- ボーダーライン（2014年）

#### 日本テレビ
- 探偵が早すぎる（2018年）

#### TBS
- ORANGE -1.17 命懸けで闘った消防士の魂の物語-（2015年）
- 99.9-刑事専門弁護士-（2016年）
- IQ246～華麗なる事件簿～（2016年） - 亜理紗の母親
- クロサギ（2022年） - 黒崎舞子
- クジャクのダンス、誰が見た? 第2話（2025年1月31日、TBS） - 遠藤友哉の母 役[3]

#### フジテレビ
- ファーストクラス（2014年）
- 世にも奇妙な物語 25周年記念!秋の2週連続SP（2015年）
- 結婚相手は抽選で（2018年） - 安藤加代
- パパがも一度恋をした（2020年） - 陣内まや

#### テレビ朝日
- おかしな刑事13（2015年）
- ストジンジャー ～バケモノが事件を暴く～（2016年）

#### テレビ東京
- ハッピィ★ボーイズ（2007年）
- バイプレイヤーズ（2017年）
- D&D〜医者と刑事の捜査線〜 第2話（2024年10月25日、テレビ東京） - 近所の主婦 役[4]

#### 関西テレビ
- エ・キ・ス・ト・ラ!!!

#### WOWOW
- プラージュ（2017年）

### バラエティー番組

#### フジテレビ
- 痛快TV スカッとジャパン（2016年、2019年）

### 映画
- ラブ×ドック（2018年5月11日、アスミック・エース）

### 舞台
- TEAM NACS 第16回公演「PARAMUSHIR〜信じ続けた士魂の旗を掲げて」（2018年）
- 丸福ボンバーズ・ブースト「結婚のススメ 〜NO SURPRISE,NO LIFE〜」（2019年）

### 配信ドラマ
- 神様のえこひいき（2022年3月19日 - 4月9日、Hulu）- 天堂咲耶 役[5]